# Masicurí
Masicurí ist eine Ortschaft im Departamento Santa Cruz im südamerikanischen Anden-Staat Bolivien.

## Lage im Nahraum
Masicurí ist zentraler Ort des gleichnamigen Kanton Masicurí im Municipio Vallegrande in der Provinz Vallegrande. Die Ortschaft liegt auf einer Höhe von 2041 m am Río Masicurí, der eine Fortsetzung des Río Vilcas ist und in den Río Grande mündet, kurz bevor dieser das Tiefland erreicht. Die Bergrücken östlich von Masicurí erreichen Höhen von mehr als 1.800 m.

## Geographie
Masicurí liegt in den östlichen Anden am Südrand der Cordillera Oriental am Übergang zum bolivianischen Tiefland. Das Klima der Talregion ist subtropisch und semihumid.
Die Jahresdurchschnittstemperatur der Ortschaft liegt bei knapp 25 °C, die monatlichen Durchschnittswerte schwanken zwischen 21 °C im Juni/Juli und knapp 27 °C von November bis Januar. Der jährliche Niederschlag beträgt knapp 800 mm, in der Trockenzeit von Mai bis September fallen monatlich im langjährigen Durchschnitt höchstens 30 mm, während in der viermonatigen Feuchtezeit von Dezember bis März Werte deutlich über 100 mm erreicht werden.

## Verkehrsnetz
Masicurí liegt in einer Entfernung von 323 Straßenkilometern südwestlich von Santa Cruz, der Hauptstadt des gleichnamigen Departamentos.
Von Santa Cruz führt die asphaltierte Nationalstraße Ruta 7 in westlicher Richtung nach Cochabamba und erreicht nach 187 Kilometern über Samaipata und La Angostura die Kleinstadt Mataral. Von dort zweigt die Ruta 22 in südlicher Richtung ab und führt über Vallegrande nach Masicurí und weiter nach Ipitá.

## Bevölkerung
Die Einwohnerzahl der Ortschaft ist in den beiden Jahrzehnten zwischen den publizierten Volkszählungen um etwa ein Viertel zurückgegangen:
| Jahr | Einwohner | Quelle       |
| ---- | --------- | ------------ |
| 1992 | 292       | Volkszählung |
| 2001 | 257       | Volkszählung |
| 2012 | 213       | Volkszählung |
| 2024 |           | Volkszählung |